# Gunnar Collin
Gunnar Olof Arvid Collin, född 31 augusti 1897 i Katarina församling i Stockholm, död 21 september 1970 i Nacka, var en svensk skådespelare.
Gunnar Collin är begravd på Nacka norra kyrkogård.

## Filmografi
- 1931 – Markurells i Wadköping
- 1941 – Hem från Babylon
- 1942 – Rid i natt!
- 1943 – Natt i hamn
- 1944 – Vi behöver varann
- 1944 – Kungajakt
- 1948 – Lars Hård
- 1949 – Bara en mor
- 1955 – Vildfåglar
- 1962 – Chans

## Teater

### Roller (ej komplett)
| År   | Roll                    | Produktion                                                                           | Regi              | Teater                         |
| ---- | ----------------------- | ------------------------------------------------------------------------------------ | ----------------- | ------------------------------ |
| 1930 | Brodersen, bankdirektör | Årgång 30 Jens Locher                                                                | Tollie Zellman    | Teatern vid Sveavägen          |
| 1934 | Värdshusvärden          | Paganini Franz Lehár, Paul Kneppler och Beda Jenbach                                 | Harry Stangenberg | Oscarsteatern                  |
| 1934 | Andre regissören        | Lilla helgonet Hervé, Henri Meilhac och Albert Millaud                               | Nils Johannisson  | Oscarsteatern                  |
| 1934 | Novotny                 | Jungfruburen Alfred Maria Willner, Heinz Reichert, Franz Schubert och Heinrich Berté | Nils Johannisson  | Oscarsteatern                  |
| 1935 |                         | Den lilla butiken Ladislaus Bus-Fekete                                               | Martha Lundholm   | Martha Lundholms turnésällskap |
| 1937 | Poliskonstapeln         | Jill Darling Marriott Edgar och Vivian Ellis                                         | Karl Kinch        | Oscarsteatern                  |
| 1937 | Ålesund Gäst 1          | Vår ära och vår makt Nordahl Grieg                                                   | Alf Sjöberg       | Dramaten                       |
| 1940 | Mac                     | Koppla av Moss Hart                                                                  | Carlo Keil-Möller | Dramaten                       |
| 1942 | En väckelsepredikant    | Beredskap Gunnar Ahlström                                                            | Alf Sjöberg       | Dramaten                       |
| 1948 | Överkonstapel Winchell  | Släktmötet T S Eliot                                                                 | Alf Sjöberg       | Dramaten                       |
| 1961 | Jakob                   | Måsen Anton Tjechov                                                                  | Ingmar Bergman    | Dramaten                       |